# Clovis, New Mexico
Clovis är en stad (city) i Curry County i delstaten New Mexico i USA. Staden hade 38 567 invånare, på en yta av 61,62 km² (2020). Clovis är administrativ huvudort (county seat) i Curry County.
Staden är belägen i den östligaste delen av delstaten, cirka 15 kilometer väster om gränsen mot delstaten Texas och cirka 285 kilometer sydost om huvudstaden Santa Fe. Den ligger i ett område med omfattande jordbruk och boskapsskötsel.

## Demografi
Vid folkräkningen 2020 hade Clovis 38 567 invånare och 14 744 hushåll. Befolkningstätheten var 630 invånare per kvadratkilometer. Av befolkningen var 55,63 % vita, 6,87 % svarta/afroamerikaner, 1,35 % ursprungsamerikaner, 1,87 % asiater, 0,08 % oceanier, 17,74 % från andra raser samt 16,47 % från två eller flera raser. 47,07 % av befolkningen var latinamerikaner.
Enligt en beräkning från 2019 var medianinkomsten per hushåll $43 111 och medianinkomsten för en familj var $49 164. Omkring 23,4 % av invånarna levde under fattigdomsgränsen.